# ماني شاه
ماني شاه هو لاعب كرة قدم نيبالي، ولد في 1967 في كاتماندو في نيبال، وتوفي بنفس المكان في 14 مايو 2018.